# Lionel-Groulx (stanice metra v Montréalu)
Lionel Groulx je jedna z 27 stanic zelené linky montrealského metra (Angrignon – Honoré-Beaugrand), jejíž celková délka je 22,1 km. Ve směru z jihu na sever je tato stanice v pořadí osmá, v opačném směru dvacátá. Jde o stanici přestupní mezi zelenou linkou (linka 1) a oranžovou linkou.

## Vnitřní uspořádání stanice
Většina stanic má nástupiště do obou směrů linky položená naproti sobě na jednom podlaží. Některé další stanice mají nástupiště nad sebou. Stanice Lionel-Groulx je v tomto ohledu naprosto výjimečná: na jednom podlaží se nachází vždy nástupiště obou linek, tak aby přestup z jedné linky na druhou byl co nejsnadnější (a tudíž bez přesunů mezi podlažími).
Vrchní podlaží:
- nachází se v hloubce 12,5 m
- nástupiště směr Honoré-Beaugrand (zelené linky), naproti němuž se nachází nástupiště oranžové linky směr Montmorency

Spodní podlaží:
- nachází se v hloubce 16,5 m
- nástupiště směr Angrignon (zelené linky), naproti němuž se nachází nástupiště oranžové linky směr Côte-Vertu

Tato přestupní stanice je uspořádána tak, že nástupiště zelené linky jsou umístěna na stejné straně v obou podlažích. Stejné pravidlo platí pro nástupiště oranžové linky. Přestupování mezi linkami je tak značně urychleno a ulehčeno.
Vzdálenosti mezi stanicemi:
- zelená linka: vzdálenost této stanice od předchozí (Charlevoix) činí 1 077,31 metrů a od následující stanice Atwater 1 387,74 metrů.
- oranžová linka: vzdálenost této stanice od předchozí (Place-Saint-Henri, směr: Côte-Vertu) činí 579,60 metrů a od následující (Georges-Vanier, směr: Montmorency) 530,60 metrů.[1]

Uspořádání nástupišť a linek ve stanici Lionel-Groulx

## Historie
Část stanice Lionel-Groulx patřící k zelené lince byla otevřena 3. září 1978, část náležející k oranžové lince 28. dubna 1980. Projektoval ji Yves Roy.
Pokud jde o zelenou linku, prvních osm stanic směrem od stanice Angrignon včetně stanice Charlevoix bylo dáno do provozu v roce 1978 a jde tedy o služebně nejmladší část zelené linky. Nejstarší (středová) část linky (od stanice Atwater až po Frontenac, celkem 10 stanic) byla zprovozněna v roce 1966 a zbylá (nejsevernější) část (od stanice Préfontaine až po stanici Honoré-Beaugrand, celkem 9 stanic) v roce 1976.